# 小行星4034
小行星4034（4034 Vishnu）是一颗围绕太阳公转的小行星。1986年8月2日，埃莉諾·赫琳在帕洛马山发现了此天体。
該小行星以印度神話的三大主神毗濕奴命名。
这颗小行星的绝对星等为296.5790367637669等。